# 伊號第百二十二潛艦
伊号第一二二潜水舰（いごうだいひゃくにじゅうにせんすいかん）是大日本帝国海军的一艘潜水舰。伊一二一型潜水舰的2号舰。竣工时的舰名为伊号第二二潜水舰。1945年在日本海战没。

## 舰历
- 1921年（大正12年）度計画舰。最初预定舰名为第四九潜水舰[1]。
- 1925年（大正14年）2月28日 在神户川崎造船所开工建造
- 1926年（大正15年）11月8日 下水
- 1927年（昭和2年）10月28日 竣工。船籍编入吴镇守府。竣工时的舰名为伊号第二二潜水舰。
- 1938年（昭和13年）6月1日 改名为伊号第一二二潜水舰。
- 1941年（昭和16年） 太平洋战争开战时与伊号第一二一潜水舰一同被配属至第6潜水战队第13潜水队。
  - 12月 在新加坡海域敷设水雷30枚。
- 1942年（昭和17年）1月 在达尔文海域执行哨戒
  - 2月 在托雷斯海峡以西执行哨戒
  - 3月21日 回到吴港。为了给偵察夏威夷的二式飛行艇提供补给支援（加油），在夏威夷偵察结束后将機雷庫和敷設筒改造为储气罐。
  - 8月 进入拉包尔
  - 8月7日 从拉包尔出港侦查瓜达尔卡纳尔岛和图拉吉岛。
  - 9月9日 在必需号群礁为水上侦察机加油。
  - 12月5日 回吴港修理。
- 1943年（昭和18年）3月 再度进入拉包尔，向新几内亚・ラエ成功进行10次运输任务。
  - 9月1日 回到吴港，之后作为训练潜艇。
- 1945年（昭和20年）6月4日 回航舞鶴。
  - 6月9日 从舞鹤出港，前往七尾湾，中途在石川县禄剛岬灯台附近，遭到为了进行Operation Barney而进入日本海的美军潜艇「スケート」的鱼雷攻击而沉没。自舰長以下85名全員战死。
  - 6月10日 确认沉没。
  - 9月15日 除籍。

## 歴代艦長
1. 香宗我部譲 少校：1927年10月28日 -
2. 舟木重利 少校：1928年12月10日 -
3. 中島千尋 少校：1929年11月1日 -
4. 奥島章三郎 少校：1930年11月15日 -
5. 阿部信夫 少校：1932年11月1日 - ＊1933年3月16日作为预备舰
6. 溝畠定一 少校：1933年11月15日 - ＊1935年11月15日作为预备舰
7. 藤井明義：1935年11月15日 -＊兼任伊21[I]舰长
8. 大谷清教 少校：1936年6月30日 -
9. 横田稔 大尉：1936年12月1日 -
10. 吉村巌 少校：1937年3月20日 -
11. 吉留善之助 少校：1939年3月20日 -
12. 小池伊逸 少校：1940年3月20日 -
13. 井浦祥二郎 少校：1940年10月15日 -
14. 宇都木秀次郎 少校：1941年4月28日 -
15. 乗田貞敏 少校：1942年2月1日 -
16. 力久松次 少校：1942年11月20日 -
17. 篠原茂夫 大尉：1943年8月1日 -
18. 浜野元一 大校：1944年2月15日 - ＊兼任第一九潜水队司令
19. 入沢三輝 少校：1944年4月30日 -
20. 山根権 少校：1944年8月31日 -
21. 河野昌通 少校：1944年10月24日 -
22. 中島万里 大尉：1945年1月10日 -
23. 三原荘作 大尉：1945年3月22日 -

＊省略预备舰时期的舰长

## 脚注
1. ↑  1924年（大正13年）11月1日，名称变更为伊号第～潜水舰。